# Caboalles de Abajo
Caboalles de Abajo (Caguaḷḷes d'Abaxu en asturleonés) es una localidad española del municipio de Villablino, en la provincia de León, comunidad autónoma de Castilla y León.

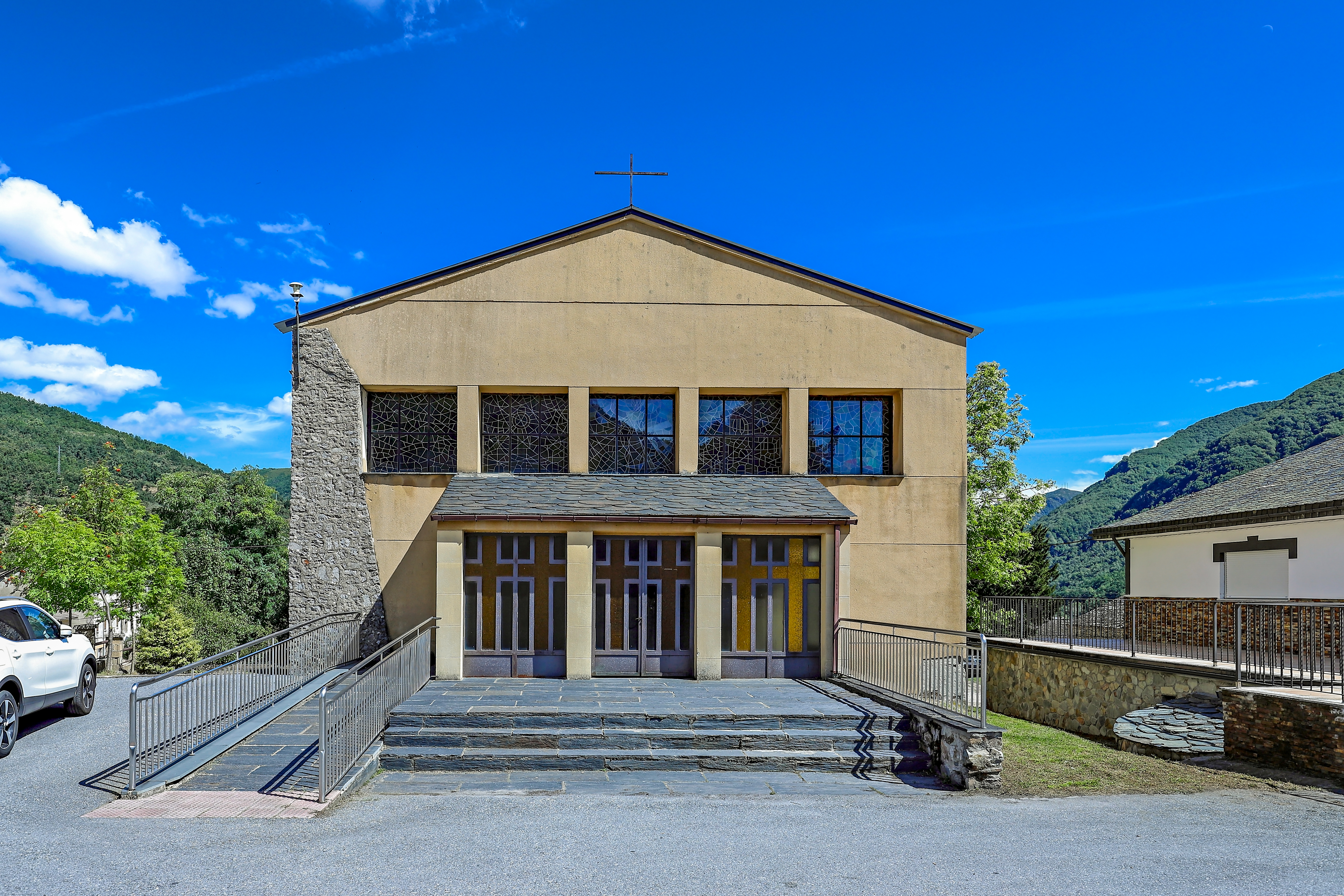
Iglesia parroquial

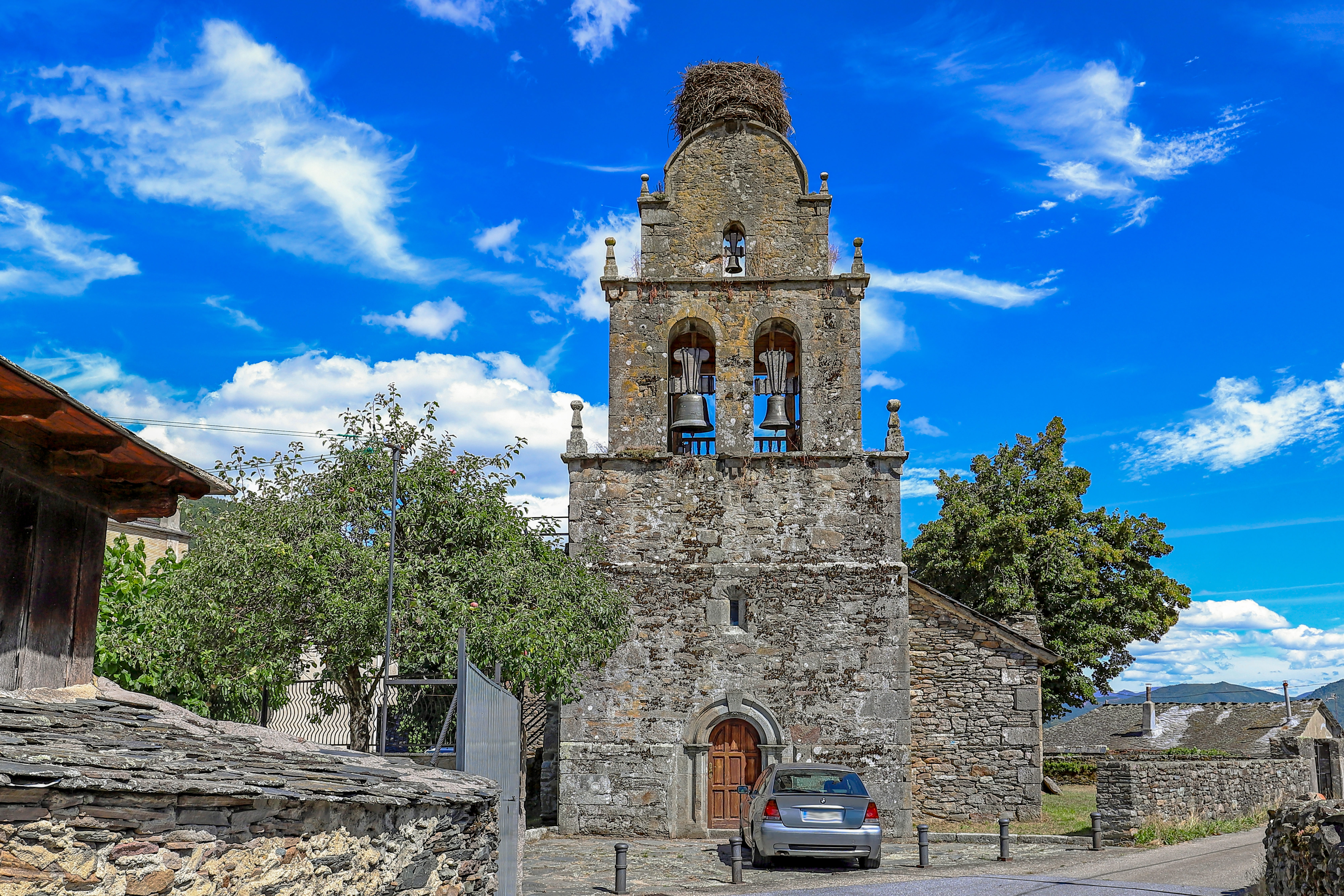
Iglesia de Santa María

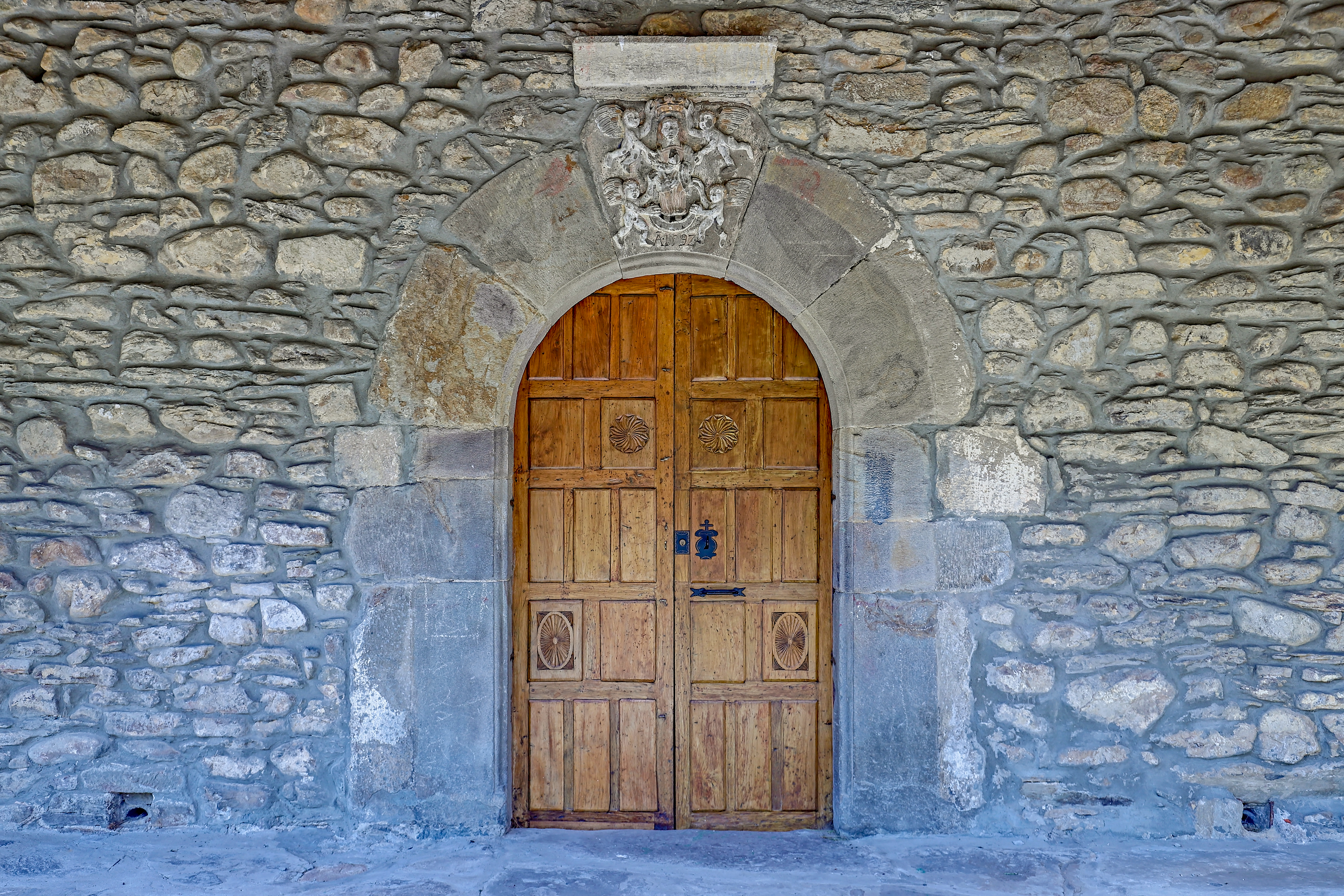
Iglesia de Santa María, portada principal y relieve escultórico del siglo XVI

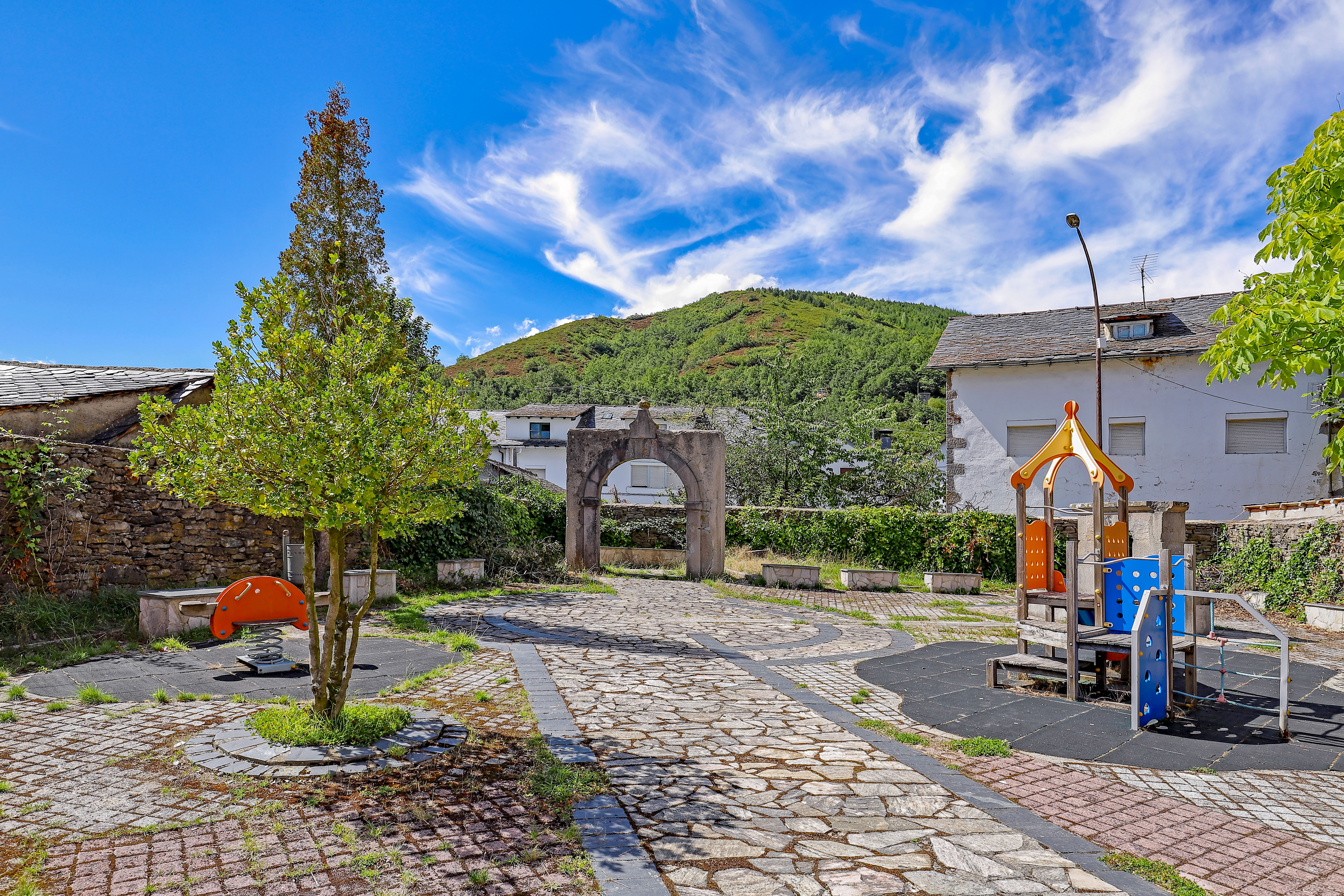
Parque

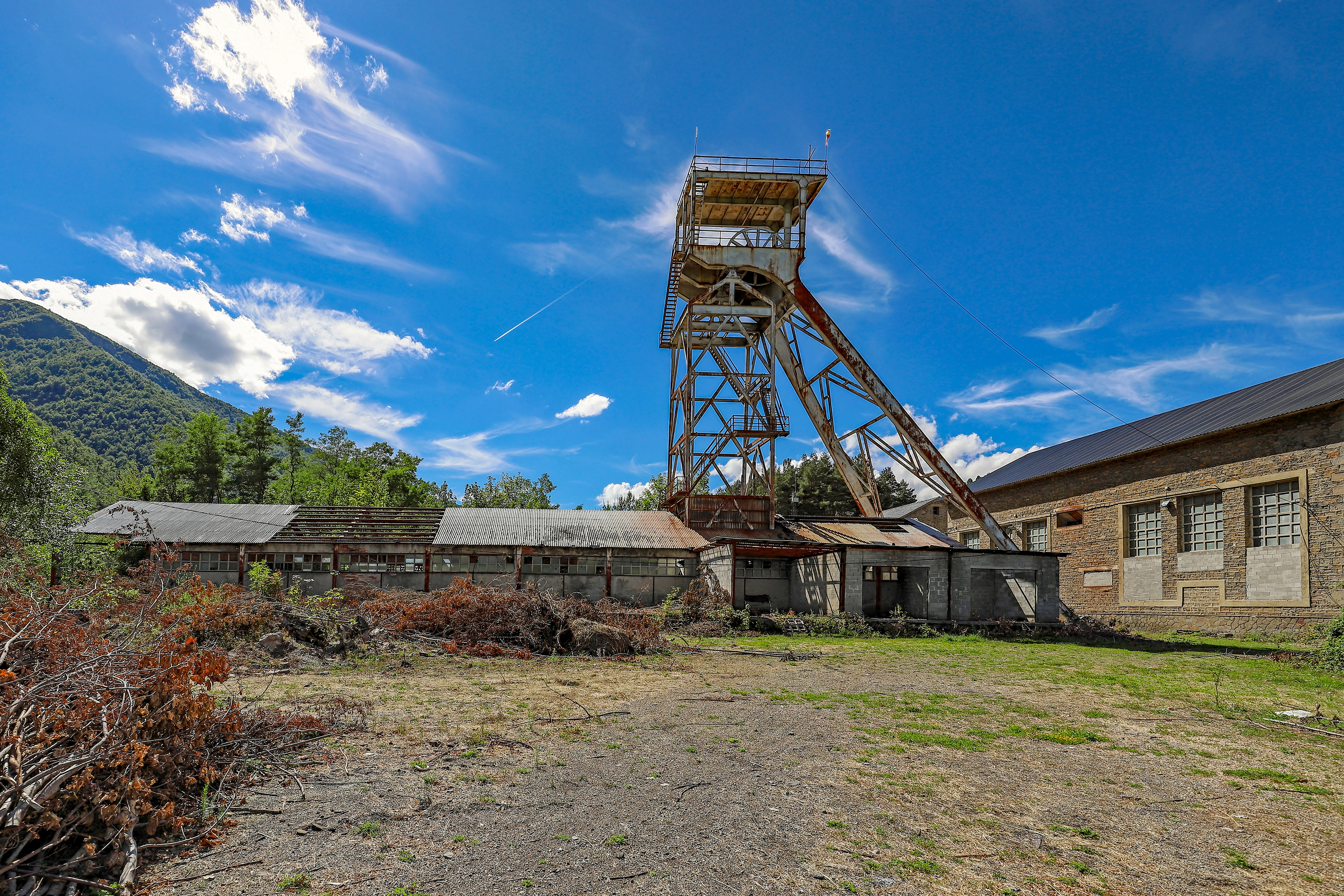
Castillete del Pozo de Santa María.

## Situación
Se encuentra en la carretera CL-631.
Limita con las siguientes localidades:
- Al O con Caboalles de Arriba.
- Al NE con Orallo.
- Al SE con Villager de Laciana y Villablino.

## Demografía
| Gráfica de evolución demográfica de Caboalles de Abajo entre 2000 y 2021 |
|                                                                          |
| Población de derecho (2000-2021) según el padrón municipal del INE       |

## Cultura

Pendón

Pendón: De paño de seda damascada de color morado de 250 cm de alto por 350 cm de largo en la parte superior, 250 cm en la parte inferior y 200 en la parte central, lo que provoca un entrante en la parte exterior. Rematado de fleco dorado de rapacejo de 5 cm.
Remos de color morado con horquillas forradas de hilo morada. La vara es de 5 m de largo y de 10 cm en la parte más ancha, donde tiene unas estrías para sujetarla. 